# رودي البيتا
رودي البيتا (بالألبانية: Rudi Vata‏) (مواليد 13 فبراير 1969) هو لاعب كرة قدم. يلعب مع منتخب ألبانيا لكرة القدم منذ عام 1990.

## وصلات خارجية
- رودي البيتا على موقع الاتحاد الأوربي (الإنجليزية)
- رودي البيتا على موقع رابطة كرة القدم اليابانية للمحترفين (اليابانية)
- رودي البيتا على موقع قاعدة بيانات كرة القدم.إي يو (الإنجليزية)
- رودي البيتا على موقع بيانات كرة القدم. دي إي (الألمانية)
- رودي البيتا على موقع ناشيونال فوتبول تيمز (الإنجليزية)
- رودي البيتا على موقع Soccerway.com (الإنجليزية)
- رودي البيتا على موقع عالم كرة القدم.نت (الإنجليزية)

- National Football Teams
- RSSSF